# ادمگره هیلز
ادمگره هیلز (به انگلیسی: Adamgarh Hills) در هند است که در مادایا پرادش واقع شده‌است.